# Марчуги (Московская область)

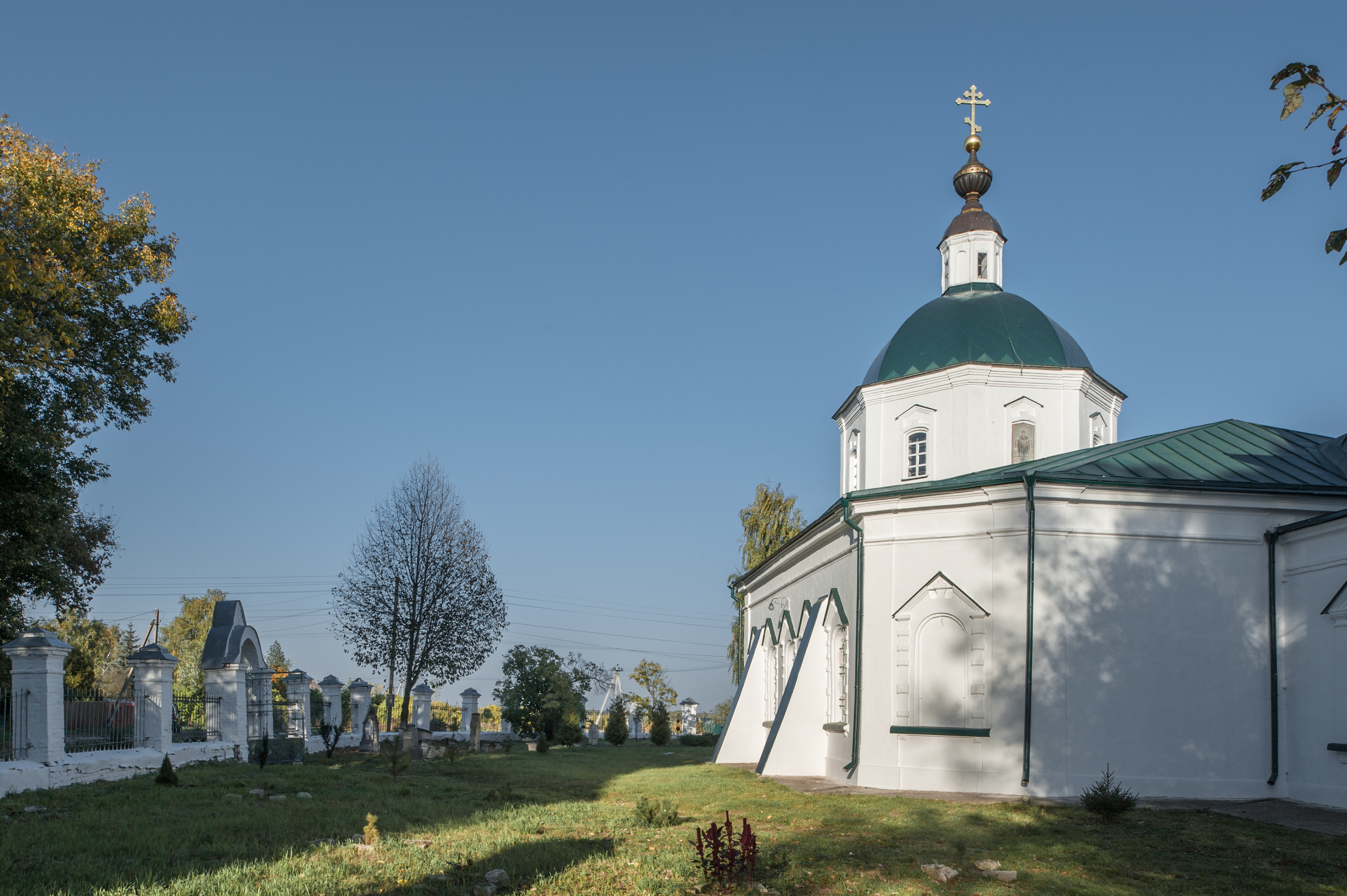

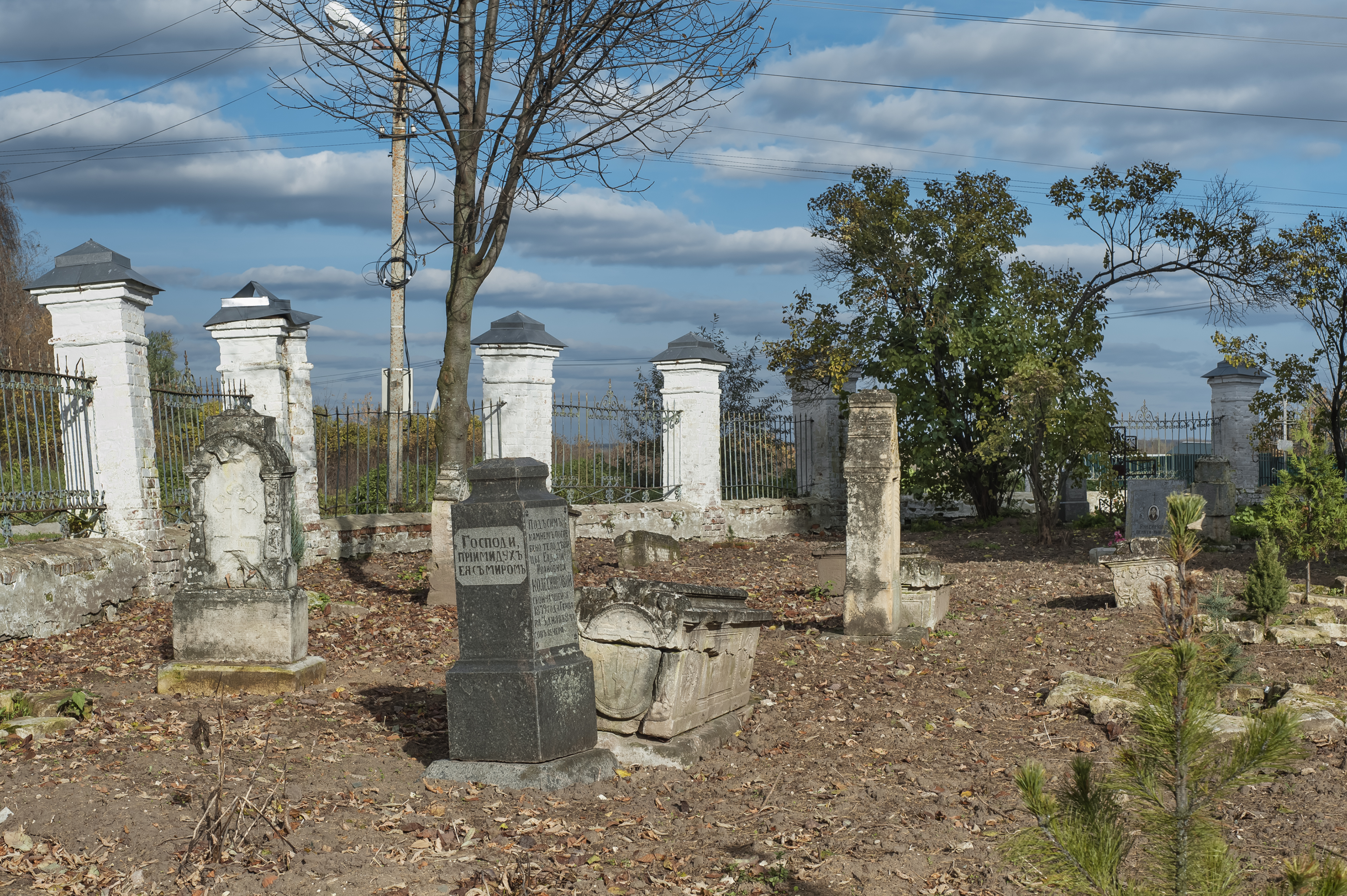

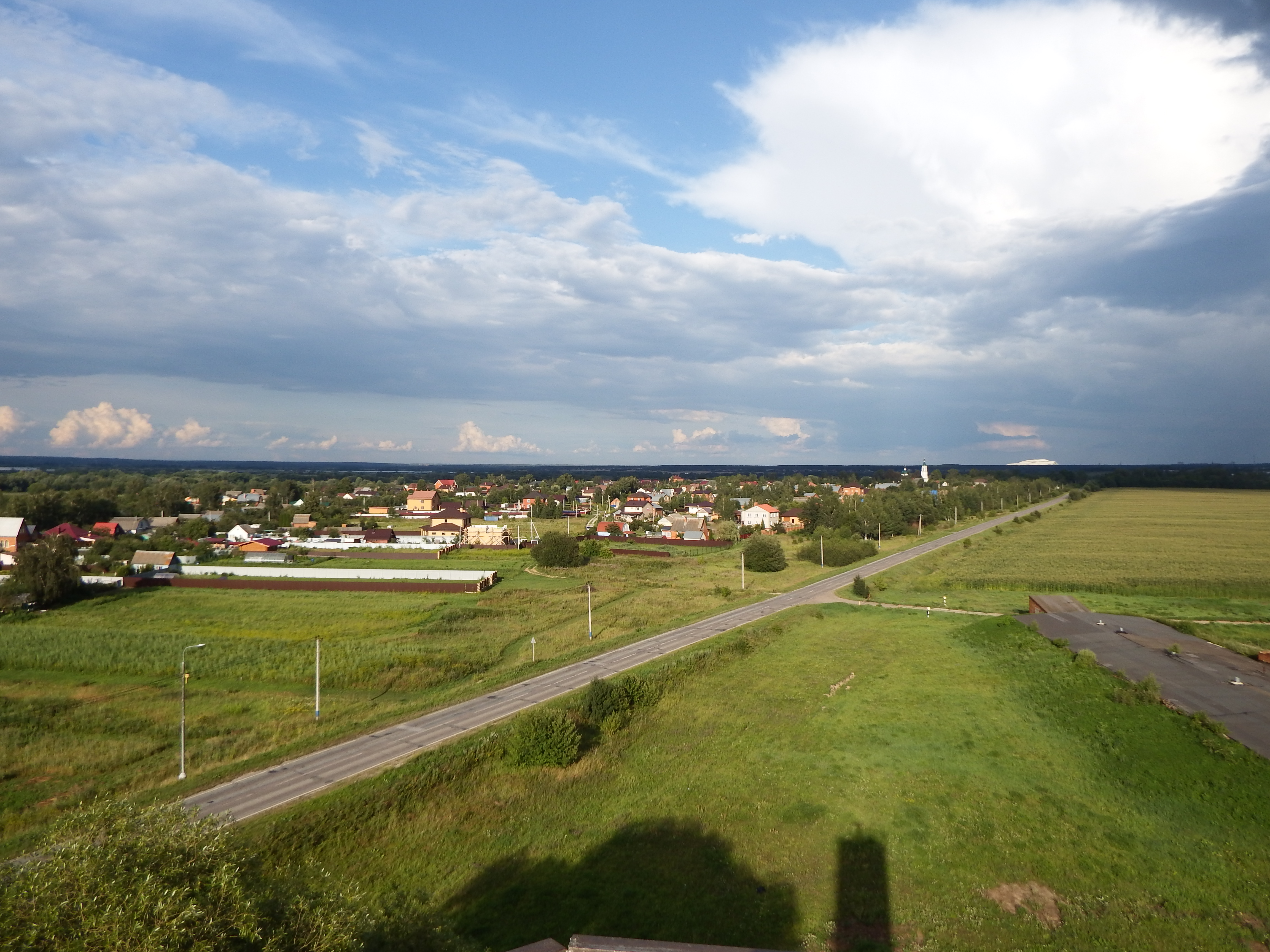
с. Марчуги. Вид с водонапорной башни

Марчуги — село в Воскресенском районе Московской области. Население — 199 чел. (2010).

## История
Впервые упоминается в духовной грамоте княгини Софьи Витовтовны, вдовы великого князя Василия I Дмитриевича, датированной 1451 годом. После её смерти село переходит во владение князя Юрия Васильевича Меньшого. Будучи бездетным он умирает в 1472 году и, согласно завещанию, его владения переходят в ведение Архангельского собора. Позже, село перешло в разряд дворцовых (государственных) и во второй половине XVI века было пожаловано князю Михаилу Фёдоровичу Пожарскому, отцу Дмитрия Михайловича, снискавшим славу освободителя Отечества.
В Писцовой книге Коломенского уезда, датированной 20-ми годами XVII века, отмечено наличие в селе Крестовоздвиженской церкви. В 1768 году на её месте была воздвигнута каменная церковь, взамен деревянной, смытой разливом реки.
В конце XVIII века Марчуги перешли во владение Милославских. В середине XIX века село стало собственностью князя В. А. Черкасского. На начало XX века в селе было земское училище и усадьба графа С. В. Орлова-Давыдова.
До 1929 года Маручги были центром Спасской волости, до 1994 — центром Марчуговского сельсовета, а в 1994—2001 — Марчуговского сельского округа.

## Население
| 1926 | 2002 | 2010 |
| ---- | ---- | ---- |
| 867  | ↘172 | ↗199 |